# 2916 Voronveliya
2916 Voronveliya è un asteroide della fascia principale. Scoperto nel 1978, presenta un'orbita caratterizzata da un semiasse maggiore pari a 2,2346725 UA e da un'eccentricità di 0,0984033, inclinata di 3,59409° rispetto all'eclittica.